# 2008年美國職棒大聯盟選秀
2008年美國職棒大聯盟選秀為大聯盟第44屆選秀，在美國時間6月5日至6日舉行。坦帕灣光芒隊的提姆·貝克漢為該年首輪選秀狀元。

## 第一輪選秀
Key
|   | 入選美國職棒大聯盟全明星賽的球員 |
| * | 並未簽約的球員                   |

| 選秀順位 | 球員                | 球隊             | 位置   | 畢業學校                     |
| -------- | ------------------- | ---------------- | ------ | ---------------------------- |
| 1        | 提姆·貝克漢         | 坦帕灣光芒       | 游擊手 | 格里芬高中                   |
| 2        | 佩卓·艾爾法瑞茲     | 匹茲堡海盜       | 三壘手 | 范德堡大學                   |
| 3        | 艾瑞克·霍斯摩       | 堪薩斯市皇家     | 一壘手 | American Heritage School     |
| 4        | 布萊恩·馬圖茲       | 巴爾的摩金鶯     | 左投   | 聖地牙哥大學                 |
| 5        | 巴斯特·波西         | 舊金山巨人       | 捕手   | 佛羅里達州立大學             |
| 6        | 凱爾·史基普沃斯     | 佛羅里達馬林魚   | 捕手   | Patriot High School          |
| 7        | 揚德·阿隆索         | 辛辛那提紅人     | 一壘手 | 邁阿密大學                   |
| 8        | 高登·貝克漢         | 芝加哥白襪       | 游擊手 | 喬治亞大學                   |
| 9        | 亞倫·克洛*          | 華盛頓國民       | 右投   | 密蘇里大學                   |
| 10       | 傑森·卡斯楚         | 休士頓太空人     | 捕手   | 史丹佛大學                   |
| 11       | 賈斯汀·史莫克       | 德州遊騎兵       | 一壘手 | 南卡羅來納大學               |
| 12       | 傑邁爾·威克斯       | 奧克蘭運動家     | 二壘手 | 邁阿密大學                   |
| 13       | 布萊特·華萊斯       | 聖路易紅雀       | 三壘手 | 亞利桑那州立大學             |
| 14       | 艾倫·希克斯         | 明尼蘇達雙城     | 外野手 | Woodrow Wilson Classical高中 |
| 15       | 伊森·馬丁           | 洛杉磯道奇       | 右投   | Stephens County高中          |
| 16       | 布萊特·勞瑞         | 密爾瓦基釀酒人   | 捕手   | Brookswood中學               |
| 17       | 大衛·庫柏           | 多倫多藍鳥       | 一壘手 | 加利福尼亞州立大學           |
| 18       | 艾克·戴維斯         | 紐約大都會       | 一壘手 | 亞利桑那州立大學             |
| 19       | 安德魯·凱許納       | 芝加哥小熊       | 右投   | 德州基督教大學               |
| 20       | 賈許·菲爾茲         | 西雅圖水手       | 右投   | 喬治亞大學                   |
| 21       | 萊恩·佩里           | 底特律老虎       | 右投手 | 亞利桑那大學                 |
| 22       | 瑞斯·哈芬斯         | 紐約大都會       | 游擊手 | 南卡羅來納大學               |
| 23       | 艾倫·迪克斯特拉     | 聖地牙哥教士     | 一壘手 | 威克森林大學                 |
| 24       | 安東尼·赫維特       | 費城費城人       | 游擊手 | Salisbury School             |
| 25       | 克里斯蒂安·費德里奇 | 科羅拉多洛磯     | 左投   | 東肯塔基大學                 |
| 26       | 丹尼爾·施萊雷斯     | 亞利桑那響尾蛇   | 左投   | 亞利桑那大學                 |
| 27       | 卡洛斯·古提耶瑞茲   | 明尼蘇達雙城     | 右投   | 邁阿密大學                   |
| 28       | 格里特·柯爾*        | 紐約洋基         | 右投   | Orange Lutheran高中          |
| 29       | 隆尼·契森霍爾       | 克里夫蘭印地安人 | 游擊手 | 皮特社區大學                 |
| 30       | 凱西·凱利           | 波士頓紅襪       | 右投   | Sarasota高中                 |

## 第一輪補充選秀
| 選秀順位 | 球員              | 球隊           | 位置   | 畢業學校                 |
| -------- | ----------------- | -------------- | ------ | ------------------------ |
| 31       | 史蒂芬·杭特       | 明尼蘇達雙城   | 右投   | 杜蘭大學                 |
| 32       | 傑克·歐多瑞吉     | 密爾瓦基釀酒人 | 右投   | Highland高中             |
| 33       | 布萊德利·霍特     | 紐約大都會     | 右投   | 北卡羅來納大學威明頓分校 |
| 34       | 薩克·柯利爾       | 費城費城人     | 外野手 | Chino Hills高中          |
| 35       | 伊凡·弗列德瑞克森 | 密爾瓦基釀酒人 | 左投   | 舊金山大學               |
| 36       | 麥克·蒙哥馬利     | 堪薩斯市皇家   | 左投   | Hart高中                 |
| 37       | 康納·吉拉斯比     | 舊金山巨人     | 三壘手 | 威奇托州立大學           |
| 38       | 喬丹·萊爾斯       | 休士頓太空人   | 右投   | Hartsville高中           |
| 39       | 蘭斯·林恩         | 聖路易紅雀     | 右投   | 密西西比大學             |
| 40       | 布萊特·德佛       | 亞特蘭大勇士   | 左投   | Niceville高中            |
| 41       | 萊恩·弗萊赫提     | 芝加哥小熊     | 游擊手 | 范德堡大學               |
| 42       | 傑夫·戴克         | 聖地牙哥教士   | 外野手 | Sunrise Mountain高中     |
| 43       | 韋德·麥利         | 亞利桑那響尾蛇 | 左投   | 東南路易斯安那大學       |
| 44       | 傑瑞米·布萊希     | 紐約洋基       | 左投   | 史丹佛大學               |
| 45       | 布萊恩·普萊斯     | 波士頓紅襪     | 右投   | 萊斯大學                 |
| 46       | 羅根·佛塞特       | 聖地牙哥教士   | 三壘手 | 阿肯色州立大學           |

## 補償選秀
1. ↑  因亞特蘭大勇士簽下大都會自由球員湯姆·葛拉文而得到補償選秀
2. ↑  因洛杉磯天使簽下雙城自由球員托利·杭特而得到補償選秀
3. ↑  因托利·杭特離開雙城隊而得到額外選秀
4. ↑  因弗朗西斯科·科德羅離開釀酒人隊而得到額外選秀
5. ↑  因湯姆·葛拉文離開大都會隊而得到額外選秀
6. ↑  因艾倫·羅萬離開費城人隊而得到額外選秀
7. ↑  因史考特·林布林克離開釀酒人隊而得到額外選秀
8. ↑  因大衛·里斯克離開皇家隊而得到額外選秀
9. ↑  因佩卓·菲利茲離開巨人隊而得到額外選秀
10. ↑  因崔佛·米勒離開太空人隊而得到額外選秀
11. ↑  因特洛依·帕西佛離開紅雀隊而得到額外選秀
12. ↑  因羅恩·馬賀伊離開勇士隊而得到額外選秀
13. ↑  因傑森·肯多爾離開小熊隊而得到額外選秀
14. ↑  因道格·布羅凱爾離開教士隊而得到額外選秀
15. ↑  因里邦·賀南德茲離開響尾蛇隊而得到額外選秀
16. ↑  因路易斯·坎諾離開響尾蛇隊而得到額外選秀
17. ↑  因艾瑞克·蓋尼耶離開響尾蛇隊而得到額外選秀
18. ↑  因麥克·喀麥隆離開教士隊而得到額外選秀

## 其他著名球員
- 布萊德·漢德, 第2輪, 52順位被佛羅里達馬林魚選走
- 羅比·羅斯, 第2輪, 57順位被德州遊騎兵選走
- 泰森·羅斯, 第2輪, 58順位被奧克蘭運動家選走
- 澤克·史普路爾, 第2輪, 70順位被亞特蘭大勇士選走
- 查理·布萊克蒙, 第2輪, 72順位被科羅拉多洛磯選走
- 布萊恩·蕭爾, 第2輪, 73順位被亞利桑那響尾蛇選走
- 泰勒·查特伍德, 第2輪, 74順位被洛杉磯天使選走
- 喬迪·莫瑟, 第3輪, 79順位被匹茲堡海盜選走
- 丹尼·艾斯賓諾薩, 第3輪, 87順位被華盛頓國民選走
- 克雷格·金布雷爾, 第3輪, 96順位被亞特蘭大勇士選走
- 克里斯·卡本特, 第3輪, 97順位被芝加哥小熊選走
- 柯克·紐文休斯, 第3輪, 100順位被紐約大都會選走
- 凡斯·沃利, 第3輪, 102順位被費城費城人選走
- 蔡斯·達諾德, 第4輪, 114順位被匹茲堡海盜選走
- 布蘭登·克勞佛, 第4輪, 117順位被舊金山巨人選走
- 喬·維蘭德, 第4輪, 123順位被德州遊騎兵選走
- 迪伊·高登, 第4輪, 127順位被洛杉磯道奇選走
- 傑森·基普尼斯, 第4輪, 135順位被聖地牙哥教士選走,但未簽約
- 崔佛·梅, 第4輪, 136順位被費城費城人選走
- 賈斯汀·威爾森, 第5輪, 144順位被匹茲堡海盜選走
- 丹尼爾·哈德森, 第5輪, 150順位被芝加哥白襪選走
- 傑曼·柯提斯, 第5輪, 155順位被聖路易紅雀選走
- 艾力克斯·艾維拉, 第5輪, 163順位被底特律老虎選走
- 安東尼·巴斯, 第5輪, 165順位被聖地牙哥教士選走
- 柯林·康格爾, 第5輪, 168順位被亞利桑那響尾蛇選走
- 扎克·普特南, 第5輪, 171順位被克里夫蘭印地安人選走
- 羅比·葛洛斯曼, 第6輪, 174順位被匹茲堡海盜選走
- 艾瑞克·蘇坎普, 第6輪, 177順位被舊金山巨人選走
- J·B·舒克, 第6輪, 182順位被休士頓太空人選走
- 理查·布萊爾, 第6輪, 183順位被德州遊騎兵選走
- 喬許·哈里森, 第6輪, 191順位被芝加哥小熊選走
- 萊恩·拉凡威, 第6輪, 202順位被波士頓紅襪選走
- 卡萊布·約瑟夫, 第7輪, 206順位被巴爾的摩金鶯選走
- 艾瑞克·泰姆茲, 第7輪, 219順位被多倫多藍鳥選走
- 威爾·史密斯, 第7輪, 229順位被洛杉磯天使選走
- 東岡凱爾, 第7輪, 230順位被紐約洋基選走
- 安迪·德克斯, 第8輪, 253順位被底特律老虎選走
- 瑞安·維爾杜戈, 第9輪, 267順位被舊金山巨人選走
- 丹·詹寧斯, 第9輪, 268順位被佛羅里達馬林魚選走
- 克里斯蒂安·瓦茲奎茲, 第9輪, 292順位被波士頓紅襪選走
- 丹尼·法庫哈, 第10輪, 309順位被多倫多藍鳥選走
- J·J·胡佛, 第10輪, 310順位被亞特蘭大勇士選走
- 艾力克斯·威爾森, 第10輪, 311順位被芝加哥小熊選走
- 安德魯·艾爾伯斯, 第10輪, 315順位被聖地牙哥教士選走
- 納坦·艾瓦爾迪, 第11輪, 337順位被洛杉磯道奇選走
- 萊恩·韋伯, 第12輪, 376順位被費城費城人選走
- 胡安·培瑞茲, 第13輪, 387順位被舊金山巨人選走
- 米契·哈瑞斯, 第13輪, 395順位被聖路易紅雀選走
- 艾瑞克·戴維斯, 第13輪, 405順位被聖地牙哥教士選走
- 大衛·菲爾普斯, 第14輪, 440順位被紐約洋基選走
- 寇頓·王, 第16輪, 486順位被明尼蘇達雙城選走
- 比利·伯恩斯, 第16輪, 490順位被亞特蘭大勇士選走
- 丹尼爾·庫勒姆, 第17輪, 517順位被洛杉磯道奇選走
- 湯姆·柯勒, 第18輪, 538順位被佛羅里達馬林魚選走
- 柯林·麥克修, 第18輪, 554順位被紐約大都會選走
- 尼克·文森, 第18輪, 555順位被聖地牙哥教士選走
- 泰勒·克洛伊德, 第18輪, 556順位被費城費城人選走
- 布萊恩·弗林, 第18輪, 562順位被波士頓紅襪選走
- 小史蒂夫·隆巴多茲, 第19輪, 571順位被華盛頓國民選走
- 艾力克斯·梅耶, 第20輪, 622順位被波士頓紅襪選走
- 盧卡斯·盧奇, 第21輪, 638順位被密爾瓦基釀酒人選走
- 布雷恩·哈迪, 第22輪, 655順位被堪薩斯市皇家選走
- 安東尼·迪斯克拉方尼, 第22輪, 682順位被波士頓紅襪選走,但未簽約
- 克里斯·魯辛, 第23輪, 694順位被奧克蘭運動家選走
- 布蘭登·莫勒, 第23輪, 702順位被西雅圖水手選走
- 坦納·羅亞克, 第25輪, 753順位被德州遊騎兵選走
- 柯瑞·馬佐尼, 第26輪, 781順位被華盛頓國民選走
- 埃利·維拉紐瓦, 第27輪, 808順位被佛羅里達馬林魚選走
- 安東尼·倫登, 第27輪, 820順位被亞特蘭大勇士選走,但未簽約
- 桑尼·葛雷, 第27輪, 821順位被芝加哥小熊選走,但未簽約
- 萊恩·庫克, 第27輪, 828順位被亞利桑那響尾蛇選走
- 達斯提·柯爾曼, 第28輪, 844順位被奧克蘭運動家選走
- 基恩·布朗克斯頓, 第29輪, 886順位被費城費城人選走
- 詹姆斯·麥肯, 第31輪, 930順位被芝加哥白襪選走
- 麥特·馬吉爾, 第31輪, 937順位被洛杉磯道奇選走
- 約翰·席克斯, 第31輪, 949順位被洛杉磯天使選走
- 山姆·弗里曼, 第32輪, 965順位被聖路易紅雀選走
- 亞當·康利, 第32輪, 966順位被明尼蘇達雙城選走
- 崔維斯·蕭爾, 第32輪, 982順位被波士頓紅襪選走
- 羅伯托·培瑞茲, 第33輪, 1011順位被克里夫蘭印地安人選走
- 馬可斯·塞米恩, 第34輪, 1020順位被芝加哥白襪選走
- 亞當·沃倫, 第36輪, 1101順位被克里夫蘭印地安人選走, 但未簽約
- 麥特·安德利斯, 第37輪, 1113順位被德州遊騎兵選走
- 傑洛德·柯薩特, 第38輪, 1156順位被費城費城人選走
- 米奇·馬圖克, 第39輪, 1168順位被佛羅里達馬林魚選走
- 布萊德·米勒, 第39輪, 1173順位被德州遊騎兵選走
- 凱爾·漢崔克斯, 第39輪, 1189順位被洛杉磯天使選走, 但未簽約
- 楊·高姆斯, 第39輪, 1192順位被波士頓紅襪選走, 但未簽約
- 傑特·班迪, 第41輪, 1237順位被洛杉磯道奇選走
- 布萊德·布拉克, 第42輪, 1275順位被聖地牙哥教士選走
- C·J·克隆, 第44輪, 1320順位被芝加哥白襪選走
- 羅布·布蘭特利, 第46輪, 1378順位被華盛頓國民選走
- 喬治·史普林格, 第48輪, 1437順位被明尼蘇達雙城選走
- 泰勒·安德森, 第50輪, 1491順位被明尼蘇達雙城選走

### NFL球員選秀
- 凱爾·隆, 第23輪, 690順位被芝加哥白襪選走,但未簽約
- 艾瑞克·戴克, 第39輪, 1178順位被密爾瓦基釀酒人選走,但未簽約
- 派特·懷特, 第49輪, 1457順位被辛辛那提紅人選走,但未簽約

## 紀錄
- Conor Gillaspie為首位登上大聯盟的2008年選秀球員。
- 巴斯特·波西為第一位在季後賽亮相的2008年選秀球員。他同時也是2010年國聯年度最佳新秀[1]。

## 外部連結
- MLB Important Dates for 2008（页面存档备份，存于）
- 2008 MLB Draft Tracker（页面存档备份，存于）
- Baseball America's First Round Recap（页面存档备份，存于）

| 前任： 大衛·普萊斯 | 選秀狀元 提姆·貝克漢 | 繼任： 史蒂芬·史崔斯伯格 |